# Nausea Knob
Nausea Knob är en kulle i Antarktis. Den ligger i Östantarktis. Nya Zeeland gör anspråk på området. Toppen på Nausea Knob är 3 633 meter över havet.
Terrängen runt Nausea Knob är huvudsakligen mycket bergig. Trakten är obefolkad. Det finns inga samhällen i närheten. 